# 何葆麟
何葆麟（?—?），安徽省寧國府南陵縣人，清朝政治人物、進士出身。
光緒二十年（1894年），参加光緒甲午科殿試，登進士二甲92名。同年五月，任主事候補。